# Leichtathletik-Weltmeisterschaften 2022/Teilnehmer (Venezuela)
| Goldmedaillen | Silbermedaillen | Bronzemedaillen |
| ------------- | --------------- | --------------- |
| 1             | —               | —               |

Der Leichtathletikverband von Venezuela nahm an den Leichtathletik-Weltmeisterschaften 2022 in Eugene teil. Vier Athletinnen wurden vom venezolanischen Verband nominiert.

## Medaillengewinnerin
| Medaille | Athletin      | Disziplin  |
| -------- | ------------- | ---------- |
| Gold     | Yulimar Rojas | Dreisprung |

## Ergebnisse

### Frauen

#### Laufdisziplinen
| Athletin      | Disziplin    | Vorlauf         | Vorlauf | Halbfinale | Halbfinale | Finale | Finale |
| Athletin      | Disziplin    | Zeit            | Platz   | Zeit       | Platz      | Zeit   | Platz  |
| ------------- | ------------ | --------------- | ------- | ---------- | ---------- | ------ | ------ |
| Joselyn Brea  | 5000 m       | 15:46,75 min SB | 29      |            |            | DNQ    | DNQ    |
| Edymar Brea   | 5000 m       | 16:41,32 min    | 34      |            |            | DNQ    | DNQ    |
| Yoveinny Mota | 100 m Hürden | 13,12 s         | 24      | DNQ        | DNQ        | -      | -      |

#### Sprung/Wurf
| Athletin      | Disziplin  | Qualifikation | Qualifikation | Finale     | Finale |
| Athletin      | Disziplin  | Weite/Höhe    | Platz         | Weite/Höhe | Platz  |
| ------------- | ---------- | ------------- | ------------- | ---------- | ------ |
| Yulimar Rojas | Dreisprung | 14,72 m       | 01            | 15,47 m WL | Gold   |